# Niederweidingen
Niederweidingen ist ein Ortsteil der Ortsgemeinde Weidingen im Eifelkreis Bitburg-Prüm in Rheinland-Pfalz.

## Geographische Lage
Niederweidingen liegt rund 500 m südwestlich des Hauptortes Weidingen am Rande einer Hochebene. Der Ort ist zu einem großen Teil von landwirtschaftlichen Nutzflächen umgeben. Östlich von Niederweidingen fließt der Echtersbach, westlich des Ortes der Michelbach.

## Geschichte
Die heutige Gemeinde wurde am 7. Juni 1969 aus den Gemeinden Niederweidingen (damals 39 Einwohner) und Weidingen (damals 187 Einwohner) neu gebildet. Bis zur Zusammenlegung der Gemeinden sprach man von Ober- und Niederweidingen.

## Wappen von Weidingen

Das Wappen der heute übergeordneten Gemeinde Weidingen wurde in Anlehnung an die beiden Ortsteile der Gemeinde entworfen und stellt diese ebenfalls symbolisch dar.
Wappenbegründung: Die Marienverehrung; im Wappen dargestellt mit roten und blauen (4:3) Halbedelsteinen besetzten, vierzackigen, goldenen Marienkrone. Der gegabelte Weidenzweig steht im Wappen nicht nur als Namensgeber, sondern zeigt auch den Zusammenschluss der früher eigenständigen Orte Oberweidingen und Niederweidingen, die seit 1969 die Gemeinde Weidingen bilden. Weidingen ist Pilgerort mit dominierender Wallfahrtskirche St. Marien.

## Kultur und Sehenswürdigkeiten

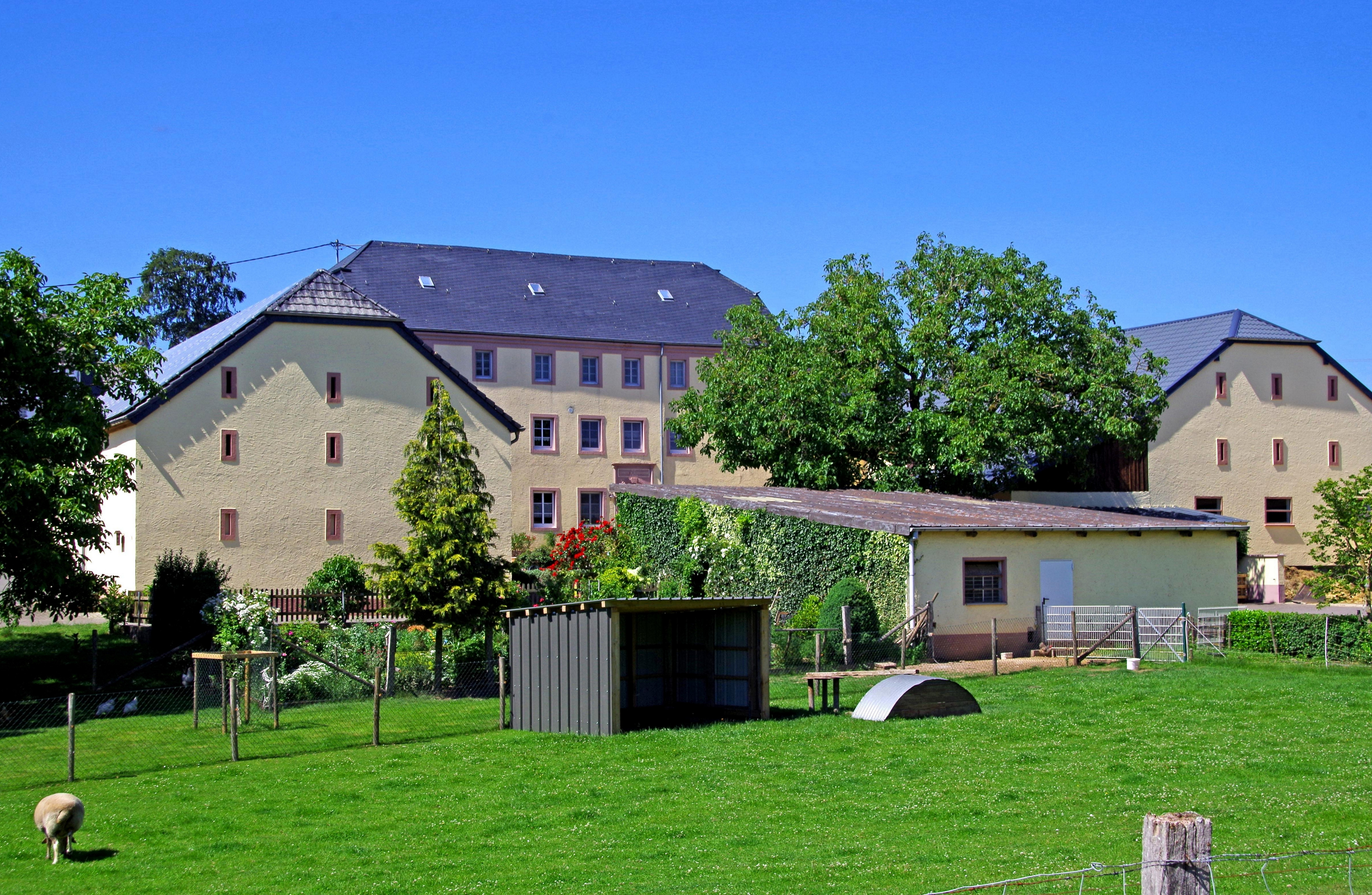
Hofanlage von 1828

### Hofanlage
Im Ortsteil Niederweidingen befindet sich eine historische Hofanlage aus dem Jahre 1828. Es handelt sich um einen Dreiseithof mit einem siebenachsigen und dreigeschossigen Wohnhaus. Zudem gibt es einen Stall mit Scheune und weitere Verbindungsbauten.

### Bildstock und Wegekreuze
Auf dem Gemeindegebiet befinden sich zudem ein Bildstock und ein Wegekreuz. Es handelt sich um einen Kreuzigungsbildstock aus dem Jahre 1836. Der Schaft trägt eine Inschrift sowie einen Totenschädel. Der Bildstock schließt mit einem schlichten Balkenkreuz sowie zwei Figuren, die sich jeweils unter einem Ende der Querbalken befinden. Die Wegekreuze befindet sich wenig westlich des Ortes an der Landesstraße 8. Hierzu liegen keine genaueren Angaben vor.
Siehe auch: Liste der Kulturdenkmäler in Weidingen

### Naturdenkmal
Westlich von Niederweidingen befindet sich eine Stieleiche, die als Naturdenkmal ausgewiesen ist. Eine Datierung liegt nicht vor.
Siehe auch: Liste der Naturdenkmale in Weidingen

### Naherholung
Durch Niederweidingen verläuft ein Wanderweg, der zudem über Baustert, Fischbach und Utscheid verläuft. Es handelt sich um einen Rundwanderweg mit einer Länge von rund 24 km. Die Strecke kann in rund 5,5 Stunden bewandert werden.

## Wirtschaft und Infrastruktur

### Unternehmen
Im Ortsteil Niederweidingen wird ein Ferienhof sowie ein landwirtschaftlicher Nutzbetrieb betrieben.

### Verkehr
Niederweidingen liegt unmittelbar an der Landesstraße 8 und ist auch durch diese in Richtung Weidingen erschlossen.